# Kazuyuki Toda
Kazuyuki Toda (født 30. december 1977) er en japansk fodboldspiller.

## Japans fodboldlandshold
| Japans landshold | Japans landshold | Japans landshold |
| År               | Kmp              | Mål              |
| ---------------- | ---------------- | ---------------- |
| 2001             | 10               | 0                |
| 2002             | 10               | 1                |
| Total            | 20               | 1                |